# Chirembia yemenae
Chirembia yemenae is een insectensoort uit de familie Embiidae, die tot de orde webspinners (Embioptera) behoort. De soort komt voor in Jemen.
Chirembia yemenae is voor het eerst wetenschappelijk beschreven door Ross in 2006.